# Budovatelská próza
Jako budovatelská próza je označována česká (československá) prozaická literatura, která vycházela zejména v 50. letech 20. století, byla silně levicově angažovaná a většinou velmi schematická.

## Historické okolnosti
V období po roce 1948, po nástupu komunistické totality, se obraz literatury změnil. Některá nakladatelství připadla do státního vlastnictví, jiná byla zrušena. Režim nastoluje striktní kulturní politiku a dovoluje vydávat jen literaturu angažovanou ve prospěch socialistického zřízení, ať už otevřeně, nebo nenápadně. Jediná uznávaná filosofie je marxismus-leninismus. Uzavřela se komunikace se Západem a orientace je povolena jen na Východ, na „bratrské“ lidově-demokratické země. 
Odpůrci režimu (skuteční, domnělí i neprávem nařčení) jsou nemilosrdně pronásledováni. Autoři, kteří se režimním požadavkům vzpírali, se museli odmlčet, někteří emigrovali (např. Pavel Tigrid, Jan Čep či Egon Hostovský), někteří byli uvězněni. Později začaly čistky i v řadách levicových spisovatelů – podle hesla "hledej nepřítele v řadách strany". Některé tento nátlak dovedl až k sebevraždě (např. Konstantin Biebl).

## Motivy
- likvidace válečných škod
- znárodnění těžkého i lehkého průmyslu pod „lidovou“ správu (vlastně zestátnění)
- budování nových továren
- výrobní problémy, zavádění nových postupů, detailní popis továrního prostředí
- na venkově kolektivizace a vznik zemědělských družstev (JZD) nebo státních statků – nahlíženo pozitivně, jako žádoucí pokrok
- odsun Němců z pohraničí a možnost osídlení pro Čechy (pro lidi, kteří měli vztah k práci) – nahlíženo jako oprávněný zábor území, Němci zpravidla vykreslováni paušálně negativně
- charaktery jsou černobílé, buď kladné, nebo záporné
  - kladný hrdina je zpravidla dělník a člen KSČ, který působil v odboji a byl vězněn v koncentračním táboře, je pracovitý, obětavý a čestný, politicky uvědomělý
  - záporný hrdina se vyznačuje negativním názorem na socialistické zřízení, je podlý, líný, sabotér, často bývalý velkostatkář, továrník apod., za války kolaborant, někdy i v kontaktu se „západními agenty“ apod.

## Významní autoři a díla
- Pavel Kohout